# فرودگاه ایست لندن
فرودگاه ایست لندن (به انگلیسی: East London Airport) یک فرودگاه همگانی با کد یاتا ELS است که یک باند فرود آسفالت دارد و طول باند آن ۱۹۳۹ متر است. این فرودگاه در کشور آفریقای جنوبی قرار دارد و در ارتفاع ۱۳۳ متری از سطح دریا واقع شده است.

## شرکت‌های هواپیمایی و مقصدهای پروازی

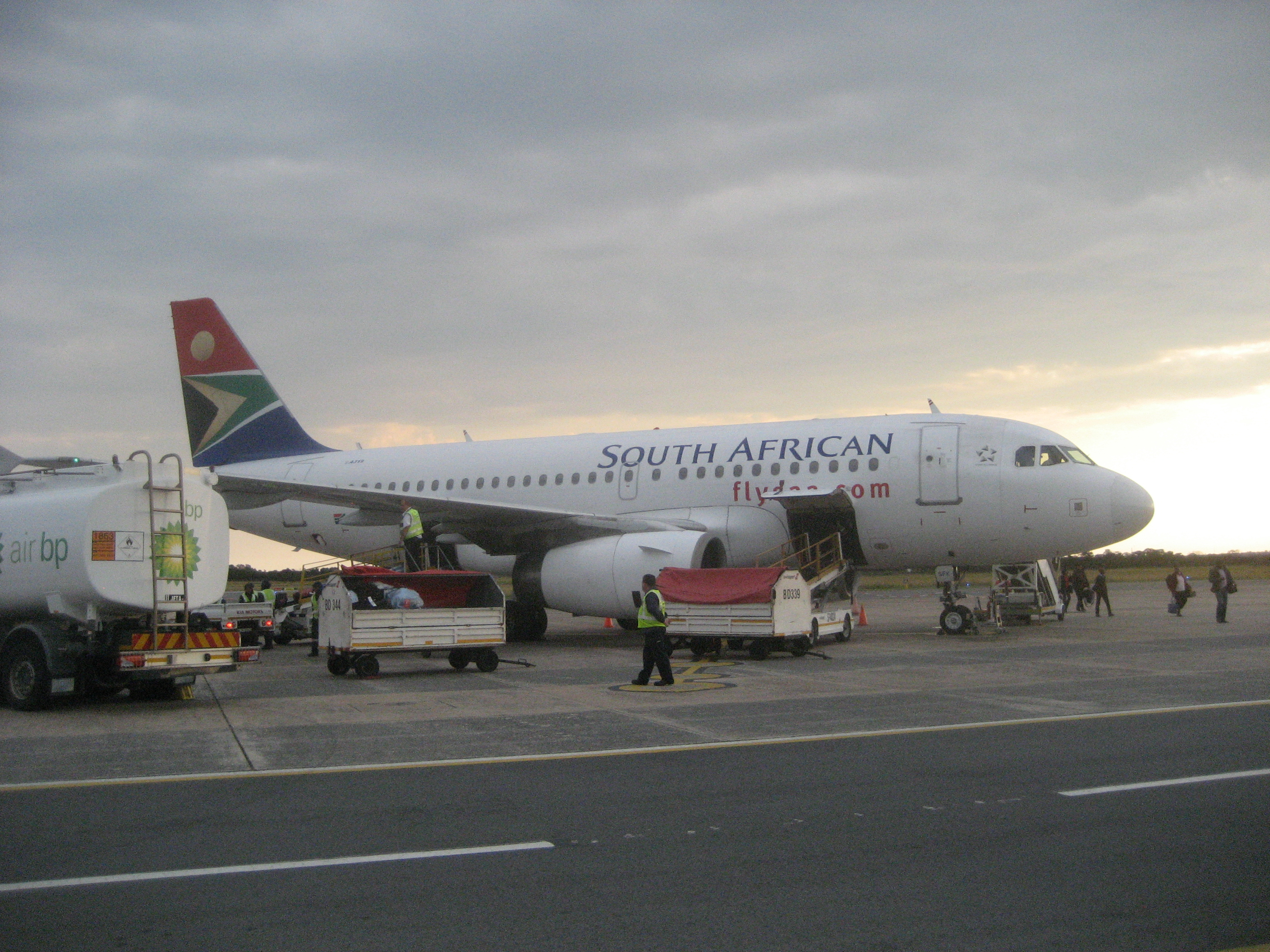
هواپیمایی آفریقای جنوبی Airbus A319-100 at East London Airport in 2016

### Passengers
| شرکت‌های هواپیمایی       | مقصدهای پروازی                                           |
| ----------------------- | -------------------------------------------------------- |
| ایرلینک                 | پورت الیزابت                                             |
| فلای‌ساف‌ایر              | کیپ‌تاون، کینگ شاکا (Begins ۲۷ نوامبر ۲۰۱۷)، اولیور تامبو |
| کولولا.کام              | اولیور تامبو                                             |
| هواپیمایی آفریقای جنوبی | اولیور تامبو                                             |
| ساوث افریکن اکسپرس      | کیپ‌تاون، کینگ شاکا، اولیور تامبو                         |

### باری
| شرکت‌های هواپیمایی | مقصدهای پروازی |
| ----------------- | -------------- |
| بیدایر کارگو      | اولیور تامبو   |